# Storbritanniens Grand Prix
Storbritanniens Grand Prix er et Formel 1-løb som afholdes på Silverstone i Northamptonshire. Silverstone var arena for løbet da Formel 1 startede i 1950, og hvert år siden 1987 (Løbet blev afholdt på Brands Hatch hvert andet år mellem 1964 og 1986, og på Aintree Racecourse hvert andet år mellem 1955 og 1962).

## Vindere af Storbritanniens Grand Prix
| År   | Kører                      | Konstruktør                | Bane         | Rapport |
| ---- | -------------------------- | -------------------------- | ------------ | ------- |
| 2023 | Max Verstappen             | Red Bull Racing-Honda RBPT | Silverstone  | Rapport |
| 2022 | Carlos Sainz, Jr.          | Ferrari                    | Silverstone  | Rapport |
| 2021 | Lewis Hamilton             | Mercedes                   | Silverstone  | Rapport |
| 2020 | Lewis Hamilton             | Mercedes                   | Silverstone  | Rapport |
| 2019 | Lewis Hamilton             | Mercedes                   | Silverstone  | Rapport |
| 2018 | Sebastian Vettel           | Ferrari                    | Silverstone  | Rapport |
| 2017 | Lewis Hamilton             | Mercedes                   | Silverstone  | Rapport |
| 2016 | Lewis Hamilton             | Mercedes                   | Silverstone  | Rapport |
| 2015 | Lewis Hamilton             | Mercedes                   | Silverstone  | Rapport |
| 2014 | Lewis Hamilton             | Mercedes                   | Silverstone  | Rapport |
| 2013 | Nico Rosberg               | Mercedes                   | Silverstone  | Rapport |
| 2012 | Mark Webber                | Red Bull                   | Silverstone  | Rapport |
| 2011 | Fernando Alonso            | Ferrari                    | Silverstone  | Rapport |
| 2010 | Mark Webber                | Red Bull                   | Silverstone  | Rapport |
| 2009 | Sebastian Vettel           | Red Bull                   | Silverstone  | Rapport |
| 2008 | Lewis Hamilton             | McLaren-Mercedes           | Silverstone  | Rapport |
| 2007 | Kimi Räikkönen             | Ferrari                    | Silverstone  | Rapport |
| 2006 | Fernando Alonso            | Renault                    | Silverstone  | Rapport |
| 2005 | Juan Pablo Montoya         | McLaren-Mercedes           | Silverstone  | Rapport |
| 2004 | Michael Schumacher         | Ferrari                    | Silverstone  | Rapport |
| 2003 | Rubens Barrichello         | Ferrari                    | Silverstone  | Rapport |
| 2002 | Michael Schumacher         | Ferrari                    | Silverstone  | Rapport |
| 2001 | Mika Häkkinen              | McLaren-Mercedes           | Silverstone  | Rapport |
| 2000 | David Coulthard            | McLaren-Mercedes           | Silverstone  | Rapport |
| 1999 | David Coulthard            | McLaren-Mercedes           | Silverstone  | Rapport |
| 1998 | Michael Schumacher         | Ferrari                    | Silverstone  | Rapport |
| 1997 | Jacques Villeneuve         | Williams-Renault           | Silverstone  | Rapport |
| 1996 | Jacques Villeneuve         | Williams-Renault           | Silverstone  | Rapport |
| 1995 | Johnny Herbert             | Benetton-Renault           | Silverstone  | Rapport |
| 1994 | Damon Hill                 | Williams-Renault           | Silverstone  | Rapport |
| 1993 | Alain Prost                | Williams-Renault           | Silverstone  | Rapport |
| 1992 | Nigel Mansell              | Williams-Renault           | Silverstone  | Rapport |
| 1991 | Nigel Mansell              | Williams-Renault           | Silverstone  | Rapport |
| 1990 | Alain Prost                | Ferrari                    | Silverstone  | Rapport |
| 1989 | Alain Prost                | McLaren-Honda              | Silverstone  | Rapport |
| 1988 | Ayrton Senna               | McLaren-Honda              | Silverstone  | Rapport |
| 1987 | Nigel Mansell              | Williams-Honda             | Silverstone  | Rapport |
| 1986 | Nigel Mansell              | Williams-Honda             | Brands Hatch | Rapport |
| 1985 | Alain Prost                | McLaren-TAG                | Silverstone  | Rapport |
| 1984 | Niki Lauda                 | McLaren-TAG                | Brands Hatch | Rapport |
| 1983 | Alain Prost                | Renault                    | Silverstone  | Rapport |
| 1982 | Niki Lauda                 | McLaren-Cosworth           | Brands Hatch | Rapport |
| 1981 | John Watson                | McLaren-Cosworth           | Silverstone  | Rapport |
| 1980 | Alan Jones                 | Williams-Cosworth          | Brands Hatch | Rapport |
| 1979 | Clay Regazzoni             | Williams-Cosworth          | Silverstone  | Rapport |
| 1978 | Carlos Reutemann           | Ferrari                    | Brands Hatch | Rapport |
| 1977 | James Hunt                 | McLaren-Cosworth           | Silverstone  | Rapport |
| 1976 | Niki Lauda                 | Ferrari                    | Brands Hatch | Rapport |
| 1975 | Emerson Fittipaldi         | McLaren-Cosworth           | Silverstone  | Rapport |
| 1974 | Jody Scheckter             | Tyrrell-Cosworth           | Brands Hatch | Rapport |
| 1973 | Peter Revson               | McLaren-Cosworth           | Silverstone  | Rapport |
| 1972 | Emerson Fittipaldi         | Lotus-Cosworth             | Brands Hatch | Rapport |
| 1971 | Jackie Stewart             | Tyrrell-Cosworth           | Silverstone  | Rapport |
| 1970 | Jochen Rindt               | Lotus-Cosworth             | Brands Hatch | Rapport |
| 1969 | Jackie Stewart             | Matra-Cosworth             | Silverstone  | Rapport |
| 1968 | Jo Siffert                 | Lotus-Cosworth             | Brands Hatch | Rapport |
| 1967 | Jim Clark                  | Lotus-Cosworth             | Silverstone  | Rapport |
| 1966 | Jack Brabham               | Brabham                    | Brands Hatch | Rapport |
| 1965 | Jim Clark                  | Lotus-Climax               | Silverstone  | Rapport |
| 1964 | Jim Clark                  | Lotus-Climax               | Brands Hatch | Rapport |
| 1963 | Jim Clark                  | Lotus-Climax               | Silverstone  | Rapport |
| 1962 | Jim Clark                  | Lotus-Climax               | Aintree      | Rapport |
| 1961 | Wolfgang von Trips         | Ferrari                    | Aintree      | Rapport |
| 1960 | Jack Brabham               | Cooper-Climax              | Silverstone  | Rapport |
| 1959 | Jack Brabham               | Cooper-Climax              | Aintree      | Rapport |
| 1958 | Peter Collins              | Ferrari                    | Silverstone  | Rapport |
| 1957 | Stirling Moss, Tony Brooks | Vanwall                    | Aintree      | Rapport |
| 1956 | Juan Manuel Fangio         | Lancia-Ferrari             | Silverstone  | Rapport |
| 1955 | Stirling Moss              | Mercedes                   | Aintree      | Rapport |
| 1954 | José Froilán González      | Ferrari                    | Silverstone  | Rapport |
| 1953 | Alberto Ascari             | Ferrari                    | Silverstone  | Rapport |
| 1952 | Alberto Ascari             | Ferrari                    | Silverstone  | Rapport |
| 1951 | José Froilán González      | Ferrari                    | Silverstone  | Rapport |
| 1950 | Giuseppe Farina            | Alfa Romeo                 | Silverstone  | Rapport |